# Melilestes megarhynchus
Melilestes megarhynchus là một loài chim trong họ Meliphagidae.

## Phân loài
- M. m. megarhynchus
- M. m. stresemanni
- M. m. vagans